# Musikjahr 1560
Liste der Musikjahre

◄◄ | ◄ | 1556 | 1557 | 1558 | 1559 | Musikjahr 1560 | 1561 | 1562 | 1563 | 1564 | ► | ►►

Weitere Ereignisse
Dieser Artikel behandelt das Musikjahr 1560.

## Ereignisse

### Heiliges Römisches Reich

#### Hofkapelle von Kaiser Ferdinand I.
- Jakob Buus ist seit Spätherbst 1550 Mitglied der kaiserlichen Hofkapelle und Organist in Wien. Als Kapellmeister wirkt hier um diese Zeit Pieter Maessins, als weiterer Organist Christoph Kräll.
- Christian Hollander, der sich Ende 1557 der Hofkapelle von Kaiser Ferdinand I. in Innsbruck angeschlossen zu haben scheint, ist dort ab 1559 sicher als Mitglied der Hofkapelle dokumentiert und ist hier bis zum Tod von Kaiser Ferdinand 1564 geblieben.

#### Bayerischer Reichskreis

##### Herzogtum Bayern
- Ludwig Daser ist seit 1552 Kapellmeister der Münchner Hofkantorei.
- Franciscus Florius hat seit Herbst 1556 in München an der Hofkapelle von Herzog Albrecht V. eine Anstellung als Hofbassist. Neben seiner Tätigkeit als Sänger ist Florius, zusammen mit dem Hofkopisten Johannes Pollet, auch als Notenkopist eingesetzt.
- Johannes de Fossa ist seit dem letzten Vierteljahr 1559 Vizekapellmeister der Münchner Hofkapelle. In den vorhandenen Dokumenten wird Fossa allerdings weiterhin nur als Tenorist bezeichnet.
- Orlando di Lasso hat seit September 1556 eine Anstellung als Tenorsänger am Hof Herzogs Albrecht V. in München. Dort bezieht er ein außerordentlich hohes Salär, was darauf hindeutet, dass er von Anfang an zeitweise neben Ludwig Daser auch als Kapellmeister tätig ist. Außerdem erhält er seit 1560 von Karl IX. von Frankreich eine Ehrenpension. Seine ersten französischen Chansons erscheinen 1559 bei Adrian Le Roy in Paris und 1560 bei Pierre Phalèse in Löwen.
- Ivo de Vento, der im Zuge der Anwerbung junger Sänger aus den Spanischen Niederlanden, vielleicht durch Orlando di Lasso, im September 1556 oder etwas später an den herzoglich-bayerischen Hof von Albrecht V. nach München gekommen ist, wirkt hier zunächst bis September 1559 als Sängerknabe unter dem Hofkapellmeister Ludwig Daser. Nach Eintritt des Stimmbruchs wird er wegen seiner Begabung nicht entlassen, sondern bekommt ein Stipendium für ein Studium in Italien und bleibt dort bis 1563.

#### Burgundischer Reichskreis

##### Markgrafschaft Antwerpen
- Antoine Barbé hat – nach den Akten der Kathedrale von Antwerpen – von 1527 bis 1562 die Stelle des Kapellmeisters inne.
- Séverin Cornet lebt von 1555 bis 1564 in Antwerpen, wo er als Sänger tätig ist. In dieser Zeit heiratet er Jeanne Barbé, die Tochter des Komponisten Antoine Barbé.
- Tielman Susato, der 1543 in Antwerpen ein dreijähriges Druckerprivileg erhalten hat, bringt in den Jahren zwischen 1543 und 1561 drei Bände mit Messkompositionen heraus, 19 Motetten- und 22 Chansonbücher, darüber hinaus eine Serie mit elf Bänden Musyck Boexken. Seine Publikationen sind in der Mehrheit Sammelbände mit Werken mehrerer Komponisten. 1560 veröffentlicht er von Orlando di Lasso das Liber XV ecclesiasticarum cantionum zu fünf bis sechs Stimmen. Seit 1531 ist Susato außerdem Mitglied der Antwerpener Stadtmusikanten; er spielt die Instrumente Flöte, Blockflöte, Krummhorn, Feldtrompete und Posaune und hat vielleicht auch die abendlichen Andachten der Bruderschaft begleitet.
- Gérard de Turnhout ist seit dem 3. April 1559 Kapellmeister an der Kathedrale Saint-Gommaire in Lierre.

##### Grafschaft Flandern
- Cornelius Canis, der zuletzt in Gent gelebt hat, ist seit 16. Juni 1557 in Kortrijk Kaplan an St. Martin und gleichzeitig Kanoniker an der Kirche Notre-Dame am gleichen Ort.

##### Grafschaft Holland
- Cornelis Boskoop ist seit dem 1. Mai 1554 und bis März 1573 Organist an der Oude Kerk in Delft.

#### Fränkischer Reichskreis

##### Reichsstadt Nürnberg
- Georg Forster lebt seit 1548 in Nürnberg, wo er zum Leibarzt von Abt Friedrich zu Hailsbronn ernannt wurde. In Nürnberg bleibt er 20 Jahre bis zu seinem Tod. 1560 erscheint die 5. Auflage seiner Liedersammlung Ein auszug guter alter und newer teutscher Liedlein, einer rechten teutschen Art, auff allerley Instrumenten zu brauchen, ausserlesen mit 130 Liedern zu vier Stimmen, deren Erstdruck 1539 erfolgte.

#### Kurrheinischer Reichskreis

##### Kurpfalz
- Jobst von Brandt ist seit 1548 Hauptmann in Waldsassen (Oberpfalz) und Verwalter des dortigen Klosters sowie Pfleger von Liebenstein bei Tirschenreuth.
- Sebastian Ochsenkun ist seit 1544 Lautenmeister am kurpfälzischen Hof in Heidelberg.

#### Niederrheinisch-Westfälischer Reichskreis

##### Erzstift Cambrai
- Jean de Boncamarché ist ab 1560/61 maître des enfants (Leiter der Chorknaben) an der Kathedrale Notre-Dame von Cambrai.

##### Hochstift Lüttich
- Ludovicus Episcopius wirkt seit 19. Oktober 1545 als zangmeester an der Kollegiatkirche St. Servatius in Maastricht. Er bekommt mehrere Benefizien und wird Mitglied der Bruderschaft der Kapläne als einer der scriptores chori. Diese Stellung behält er bis ins Jahr 1566.
- Jean De Latre ist seit November 1544 in der Nachfolge von Adam Lauri succentor an der Kirche St. Martin in Lüttich. Er leitet die Kapelle der Kirche fast 20 Jahre lang mit Geschick und Erfolg.

##### Vereinigte Herzogtümer Jülich-Kleve-Berg
- Martin Peudargent ist Hofkomponist in den Diensten von Wilhelm V. von Jülich-Kleve-Berg.

#### Niedersächsischer Reichskreis

##### Fürstentum Braunschweig-Wolfenbüttel
- Johann Zanger der Ältere, der seit 1548 in Braunschweig als Rektor am Katharineum tätig war, ist seit 1553 Pfarrer an der Petrikirche.

##### Hamburg
- Jacob Praetorius der Ältere, der wahrscheinlich in seiner Heimatstadt Magdeburg Unterricht von Martin Agricola erhielt, ist von 1555 bis zu seinem Tod als Organist und Kirchenkomponist an zwei Kirchen in Hamburg nachweisbar.

#### Oberrheinischer Reichskreis

##### Hochstift Straßburg
- Wolff Heckel lebt als Lautenist und Komponist in Straßburg.

#### Obersächsischer Reichskreis

##### Kurfürstentum Sachsen
- Gallus Dreßler, der 1557 die Universität Jena besucht hatte, wo Victorin und Johann Strigel ihn für die konfessionelle Überzeugung der Philippisten gewinnen konnten, ist seit 1558 als Nachfolger von Martin Agricola Kantor an der Lateinschule in Magdeburg.
- Wolfgang Figulus, der von 1549 bis 1551 als Thomaskantor der Thomasschule in Leipzig gewirkt hat, ist von 1551 bis zu seiner Pensionierung 1588 Kantor und Lehrer an der Fürstenschule in Meißen. Er unterrichtet die Fächer Musik, Latein und Religion und sorgt für die musikalische Gestaltung der Gottesdienste in der Afrakirche. 1560 ist er an der Bearbeitung und Herausgabe von Martin Agricolas Deutsche Musica und Gesangbüchlin, der Sontags Evangelien beteiligt.
- David Köler, der 1556/57 Kantor in St. Joachimsthal (heute Jáchymov) war, ist von 1557 bis 1563 Kantor in Altenburg.
- Mattheus Le Maistre, der wahrscheinlich vor 1554 am bayerischen Hof in München gewirkt hat, ist seit 1554 sächsischer Hofkapellmeister als Nachfolger von Johann Walter; ab dieser Zeit sind seine Kompositionen fast ausschließlich gedruckt überliefert. Die Hofkapelle umfasst seinerzeit 40 Musiker. Hier übernimmt er auch die Traditionen von Johann Walter und Georg Rhau, vertont Teile von Luthers Kleinem Katechismus und komponiert Choralmotetten zu Luther-Liedern.
- Antonio Scandello, der 1549 mit fünf weiteren „welschen Musikern“ von Kurfürst Moritz von Sachsen bei einer Italienreise eingestellt wurde, ist Mitglied der Dresdner Hofkapelle.
- Nikolaus Selnecker, der von Melanchthon 1557 als dritter Hofprediger nach Dresden empfohlen und daraufhin von Kurfürst August dorthin berufen wurde, ist seit 4. April 1559 Leiter der Hofkapelle in Dresden. Am 14. Februar 1560 wird er auch Erzieher des Kurprinzen Alexander.
- Johann Walter, der seit 1548 Kapellmeister der Hofkantorei von Kurfürst Moritz war, lebt nach seiner Pensionierung 1554 in Torgau. Walters letzte Lebensjahre sind geprägt von Kompositionen und Dichtungen, die er seinen ehemaligen Landesherren widmet.

#### Österreichischer Reichskreis

##### Erzherzogtum Österreich
- Johannes de Cleve ist, worauf Belege hindeuten, ab dem Jahr 1553 Sänger (Tenorist) in der Hofkapelle des österreichischen Regenten Erzherzog Ferdinand (1503–1564) in Wien. Mit Ferdinands Auftrag rekrutiert de Cleve 1559/60 in den Niederlanden acht neue Sänger für die Wiener Hofkapelle.
- Jakob Regnart ist seit dem Jahr 1557 Mitglied der Sängerkapelle am Habsburgischen Hof des Erzherzogs und späteren Kaisers Maximilians II. In diesem Dienst der Habsburger steht er für sein ganzes Leben. Direkt belegt ist seine Zugehörigkeit zur Hofkapelle durch die Gehaltslisten von 1560, wo er als Tenor mit sieben Gulden Gehalt geführt wird, mit einer Erhöhung auf zwölf Gulden im Jahr 1564.
- Jacobus Vaet ist seit dem 1. Januar 1554 Kapellmeister in der Hofkapelle von Erzherzog Maximilian in Wien. 1560 wird sein Kanon Qui operatus est Petro zu sechs Stimmen veröffentlicht.

#### Schwäbischer Reichskreis

##### Freiburg im Breisgau
- Glarean ist seit 1529 Professor der Poetik in Freiburg im Breisgau. Dort lehrt er bis zu seiner Emeritierung 1560 Poetik, Geschichte und Geografie.

#### Nicht eingekreiste zum Heiligen Römischen Reich zugehörige Territorien und Stände

##### Alte Eidgenossenschaft
- Homer Herpol ist seit 1550 in Freiburg (Schweiz) als Kantor an der Kirche St. Nikolaus angestellt. Neben seiner Kantorentätigkeit wirkt Herpol auch am Dekanatsgericht, später auch am neu geschaffenen Chorgericht. Im Frühjahr 1560 unternimmt er eine Reise in seine Heimat Saint-Omer.

##### Königreich Böhmen
- Nikolaus Herman, der Kantor und Lehrer an der Lateinschule in St. Joachimsthal war, lebt hier seit dem 24. Juni 1557 im Ruhestand. Seine Lieder, als deren Zielgruppe er vornehmlich die von ihm unterrichteten Kinder betrachtet, veröffentlicht er 1560 unter dem Titel Die Sonntagsevangelia über das Jahr in Gesänge verfasset für die Kinder und christlichen Hausväter.

##### Herzogtum Mailand
- Matthias Hermann Werrecore, der von August bis Dezember 1559 beim Domchor in Mailand als Tenorsänger gewirkt hat, lebt vermutlich in Mailand.

##### Herzogtum Modena und Reggio
- Giaches de Wert, der ab Mitte der 1550er Jahre offenbar vorübergehend in Ferrara gewirkt hat, lebt seit 1557 – überredet von Cipriano de Rore – wieder in Novellara bei Graf Alfonso I. Gonzaga. 1560 wird sein Sohn Ottavio geboren.

##### Herzogtum Parma
- Cipriano de Rore, der sich nach dem Tod seines Dienstherren Herzog Ercole II. d’Este am 3. Oktober 1559 bei dessen Nachfolger Alfonso II. d’Este vergeblich um die Verlängerung seiner Kapellmeisterstelle bemüht hatte, wird von der Regentin der Niederlande, Margarethe von Parma, zurück nach Brüssel berufen. Sie vermittelt ihn 1560 an den Hof ihres Gatten Ottavio Farnese nach Parma, woraufhin der Komponist am 19. September 1560 Brüssel verlässt und nach Parma reist.

##### Herzogtum Toskana
- Paolo Aretino, der bis 1547 als Kantor am Dom von Arezzo gewirkt hat, ist danach bis zu seinem Tode im Jahr 1584 an Santa Maria della Pieve, ebenfalls in Arezzo, tätig.
- Francesco Corteccia steht seit dem Jahr 1539 im Dienst der Familie de’ Medici und bekleidet die Stelle des Kapellmeisters am Hofe des Herzogs Cosimo I. Zu seinen zahlreichen Schülern gehören Cristofano Malvezzi und Luca Bati (1546–1608).
- Nicolao Dorati wirkt seit 1543 in der Stadtkapelle von Lucca, zunächst als Posaunist und seit 1557 für über 20 Jahre als Kapellmeister.
- Giovanni Piero Manenti ist seit März 1557 Organist an S. Giovanni in Florenz.
- Alessandro Striggio der Ältere, der aus einem Aristokratengeschlecht entstammt, hält sich vermutlich in Florenz auf, wo er um 1560 die ersten Kontakte zu den Medici knüpft. Während der 1560er Jahre komponiert er zahlreiche Intermedi für Hochzeiten, Besuche und andere festliche Anlässe der Medici.

### Königreich Dänemark und Norwegen
- Adrianus Petit Coclico, der zuvor für ein Jahr am Hof von Herzog Johann Albrecht I. von Mecklenburg gewirkt hat, ist seit Juli 1556 als Sänger und Musiker an der Hofkapelle von König Christian III. und später Friedrich II. angestellt, für den er mehrere Motetten komponiert.

### Königreich England und Irland

#### Chapel Royal von Elisabeth I.
- Robert Parsons taucht 1560/1561 erstmals in einem Rechnungsbuch der Londoner Chapel Royal auf, aber seine genaue damalige Funktion ist nicht genannt.
- Thomas Tallis, der 1543 zum „Gentleman of the Chapel Royal“ in London ernannt wurde, bekleidet dieses Amt in den folgenden 40 Jahren.

#### Diözese Ely
- Christopher Tye, der an der Universität Cambridge studierte und dort und in Oxford im Fach Musik promovierte, ist seit ca. 1543 Master of the Choristers an der Kathedrale von Ely und hat diese Stellung bis 1561 inne.

### Königreich Frankreich

#### Chapelle Royale von Franz II. / Karl IX.
- Jakob Arcadelt ist ab 1554 als Sänger am Hof des späteren französischen Königs Karl IX. in Paris belegt, wo er bis zu seinem Tod bleibt. Zur gleichen Zeit steht er im Dienst des humanistisch orientierten Kardinals von Lothringen, Charles de Guise (1524–1574), der ebenfalls in Paris residiert.
- Guillaume Costeley ist nach seiner Ausbildung von 1560(?) bis 1570 Hoforganist am Hof von Karl IX.
- Pierre Sandrin ist von 1549 bis 1560 Kanonikus der Chapelle Royale des französischen Königs. Noch im Jahr 1560 reist er nach Rom und findet Anstellung beim Kardinal von Ferrara Ippolito II. d’Este.

#### Lyon
- Paschal de l’Estocart hält sich zwischen 1559 und 1565 in Lyon auf.

#### Metz
- Claude Goudimel, der wahrscheinlich seit 1549 und bis 1557 an der Universität Paris studiert hatte und seit 1553 Teilhaber des Verlagshauses von Nicolas Du Chemin (1520–1576) ist, lebt ab 1557 bis etwa 1567 in Metz.

#### Paris
- Loys Bourgeois, der seit 1552 als maître musicien in Lyon gewirkt hat, zieht 1560 nach Paris, wo seine Tochter römisch-katholisch getauft wird.
- Pierre Certon, der seit 1529 in Paris an Notre-Dame und hier seit 1542 als Leiter des Knabenchores gearbeitet hat, kehrt um 1560 in seine Heimat in Melun zurück.
- Adrian Le Roy lebt in Paris und ist musikalischer Leiter des von ihm mit seinem Vetter Robert Ballard 1551 gegründeten Musikverlags Le Roy & Ballard.

### Italienische Staaten

#### Kirchenstaat
- Giovanni Animuccia ist seit 1555 als Nachfolger von Giovanni Pierluigi da Palestrina Kapellmeister der Cappella Giulia an St. Peter im Vatikan.
- Filippo Azzaiolo ist in seiner Geburtsstadt Bologna ab etwa 1557 als Sänger aktiv und verbringt dort sein gesamtes Leben. Zu seiner Zeit war in Norditalien die Villotta, ein durchkomponiertes vierzeiliges volkstümliches Lied von tänzerischem Charakter, dessen Ursprung wohl in Venedig lag, sehr beliebt. Azzaiolo komponiert neben einigem anderen drei Bände dieser Werke, die darin als Villote alla Padona bezeichnet sind.
- Giulio Caccini ist wahrscheinlich Mitglied im Knabenchor der Cappella Giulia.
- Ghiselin Danckerts ist seit 1538 Sänger der päpstlichen Kapelle in Rom. Er übt dieses Amt bis 1565 aus.
- Ghinolfo Dattari erhält ab Februar 1555 in Bologna eine Anstellung als Sänger in der Kapelle von San Petronio, der er 62 Jahre lang, bis zu seinem Tode angehört.
- Domenico Ferrabosco, der seit 1551 Sänger der päpstlichen Kapelle in Rom war, ist seit 1555 Kapellmeister in seiner Heimatstadt Bologna.
- Jacobus de Kerle wirkt seit 1555 wieder als Magister capellae an der Kathedrale von Orvieto. In dieser Position war er hier bereits von 1548 bis 1550 tätig gewesen.
- Giovanni Pierluigi da Palestrina, der seit dem 1. Oktober 1555 als Nachfolger von Orlando di Lasso Kapellmeister der Cappella Pia an San Giovanni in Laterano, dem römischen Bischofssitz des Papstes, war, verlässt sein Amt an der Lateranbasilika am 3. August 1560. Seine achtstimmigen Improperien für zwei Chöre werden erstmals am Karfreitag 1560 aufgeführt. Sie hinterlassen einen so tiefen Eindruck, dass Papst Pius IV. (1559–1565) eine Abschrift davon für die päpstliche Kapelle verlangt.
- Pierre Sandrin, der von 1549 bis 1560 Kanonikus der Chapelle Royale des französischen Königs war, reist noch im Jahr 1560 nach Rom und findet Anstellung beim Kardinal von Ferrara Ippolito II. d’Este.

#### Königreich Neapel
- Diego Ortiz wirkt seit 1553 am vizeköniglichen Hof in Neapel. Fernando Álvarez de Toledo, 3. Herzog von Alba ernennt ihn zu seinem Kapellmeister (Maestro de Capilla).

#### Republik Venedig
- Baldissera Donato ist seit 1550 als Sänger – zunächst an San Marco in Venedig – aktiv und wirkt auch in der Ausbildung der Sänger.
- Antonio Gardano, der seit 1532 in Venedig lebt und hier einen Musikverlag und eine Druckerei gegründet hat, gibt zwischen 1538 und 1569 rund 450 Publikationen, vor allem Madrigale und geistliche Musik heraus. Von den noch 388 erhaltenen Drucken sind nur zwei nicht musikalischen Inhalts.
- Gioseffo Guami soll sich zwischen 1550 und 1560 in Venedig aufgehalten haben und dort Schüler von Adrian Willaert und Annibale Padovano gewesen sein.
- Francesco Londariti, der 1556 seine Stellung in Venedig verlassen hat, arbeitet an der Kathedrale in Padua.
- Giorgio Mainerio bewirbt sich in den Jahren ab 1560 um eine Stelle als Kaplan und altarista an der Kirche Santa Maria Annunziata in Udine. In Udine verbringt Mainerio die Jahre 1560 bis 1570. Dank seines erworbenen musikalischen Fachwissens und des Unterrichts, den er bei zwei örtlichen Musikautoritäten, den Kapellmeistern Gabriele Martinengo und Ippolito Chiamaterò genossen hat, beginnt er seine erfolgreiche musikalische Laufbahn.
- Florentio Maschera, der seine erste Anstellung als Organist im Kloster „Santo Spirito in Isola“ vor Venedig erhielt, ist seit 22. August 1557 Organist an der Kathedrale von Brescia.
- Claudio Merulo, der seit 1556 als Organist in Brescia gearbeitet und sich 1557 um den Posten eines zweiten Organisten am Markusdom in Venedig beworben hatte, erhält diese Position und übt sie bis 1566 aus.
- Annibale Padovano ist von 1552 bis 1565 erster Organist am Markusdom in Venedig. Padovano ist an der Einführung des wechselseitigen Musizierens der zwei auf gegenüberliegenden Emporen postierten Orgeln und Chöre beteiligt, woraus sich mit Adrian Willaert die Venezianische Mehrchörigkeit entwickelt.
- Costanzo Porta lebt seit 1549 in Venedig und ist dort Schüler des Komponisten Adrian Willaert.
- Vincenzo Ruffo, der nach der Priesterweihe zunächst nur geistliche Ämter in Verona und Mailand versah, wirkt seit 1551 – nach der Rückkehr in seine Heimatstadt Verona – als Maestro di musica an der Accademia Filarmonica, ab 1554 auch als Domkapellmeister. Seit 1560 ist er Anhänger der Gegenreformation und folgt danach in seinen Werken den Empfehlungen des Konzils von Trient.
- Adrian Willaert ist seit dem 12. Dezember 1527 Domkapellmeister zu San Marco in Venedig. Der Komponist behält dieses Amt 35 Jahre lang bis zu seinem Tod; erst durch sein Wirken bekommt diese Stelle ihre in ganz Europa herausragende Bedeutung.

### Königreich Polen und Großfürstentum Litauen

#### Hofkapelle von Sigismund II. August
- Valentin Bakfark ist von 1549 bis 1566 Lautenist am Hof des polnischen Königs und Großfürsten von LitauenSigismund II. August in Vilnius.
- Mikołaj Gomółka lebt am Hof von König Sigismund II. August von Polen. Er ist als königlicher Fistulator (hervorragende Instrumentalist des Königs) Mitglied der Kapelle.

#### Danzig
- Franciscus de Rivulo, der vermutlich aus den Niederlanden stammt, wirkt in Danzig und wird in den Unterlagen der Marienkirche in Danzig aus dem Jahr 1560 als Kantter bezeichnet.

#### Krakau
- Krzysztof Borek, der zunächst Chorknabe und später Mitglied der Krakauer Hofkapelle war, ist von 1556 bis 1572 deren Kapellmeister.

##### Vilnius
- Cyprian Bazylik steht seit 1556 in den Diensten des Fürsten Mikołaj Radziwiłł der Schwarze in Vilnius.

### Königreich Spanien

#### Hofkapelle von Philipp II.
- Antonio de Cabezón ist Hoforganist Philipps II.
- Miguel de Fuenllana wirkt ab dem Jahr 1560 am Hof von Elisabeth von Valois, der dritten Frau von König Philipp II., in der Stellung eines Kammermusikers mit einem Jahresgehalt von 50.000 Maravedís und bleibt hier bis Juni 1569.
- George de La Hèle, der vermutlich seine musikalische Ausbildung an der Kirche zu Unsrer Lieben Frau in seiner Heimatstadt Antwerpen bei Antoine Barbé erhalten hat, gehört zu einer Gruppe von Chorknaben, die im Jahr 1560 nach Spanien gegangen sind, um an der Hofkapelle von König Philipp II. in Madrid unter der Leitung von Pierre de Manchicourt am Musikleben des Hofs und an der Gestaltung der Gottesdienste mitzuwirken. Nach eigener Aussage übt er diesen Dienst zehn Jahre lang aus und ist während der letzten Jahre zu Studien an der Universität von Alcalá eingeschrieben.
- Pierre de Manchicourt ist in der Nachfolge von Nicolas Payen seit April 1559 Hofkapellmeister von König Philipp II. von Spanien.

#### Baeza
- Juan Bermudo wird am 24. Juni 1560 von seinen Mitbrüdern zu einem der vier definidores der andalusischen Ordensprovinz gewählt; dieses Ereignis hat er aber offenbar nur kurze Zeit überlebt. Zeitpunkt und Ort seines Todes sind nicht überliefert.

#### La Seu d’Urgell
- Joan Brudieu ist seit 1548 Kapellmeister auf Lebenszeit der Kathedrale von La Seu d’Urgell. Diese Position behält er – mit Unterbrechungen – bis kurz vor seinem Tode 1591.

#### Sevilla
- Francisco Guerrero ist seit 1551 Assistent von Kapellmeister Fernández de Castileja und Chorregent an der Kathedrale von Sevilla.
- Alonso Mudarra ist seit dem 18. Oktober 1546 Kanoniker an der Kathedrale von Sevilla. In dieser Stadt hat er einen bedeutenden Einfluss auf das Musikleben und bleibt dort noch 34 Jahre bis an sein Lebensende. Zu seinen Aufgaben an der Kathedrale gehört die Leitung aller musikalischen Aktivitäten. Hierzu gehören die Beauftragung von Instrumentalisten, der Kauf und die Leitung des Aufbaus einer neuen Orgel und die enge Zusammenarbeit mit Komponisten für die vielfältigen festlichen Anlässe.

## Instrumentalmusik

### Für Laute
- Anonymous – Anchore Colparttire: Noten und Audiodateien im International Music Score Library Project

### Für sechs Instrumente
- Robert Parsons – A Songe Called Trumpets: Noten und Audiodateien im International Music Score Library Project

## Vokalmusik

### Geistlich
- Martin Agricola – Deutsche Musica und Gesangbüchlin, der Sontags Evangelien, Nürnberg
- Benedictus Appenzeller – Motette Et nunc domine zu drei Stimmen, Löwen
- Jacob Clemens non Papa – zehntes Buch mit Messen: Missa Quam pulchra es zu vier Stimmen, Löwen: Pierre Phalèse, posthum veröffentlicht
- Pierre Davantès – Pseaumes de David, Paris: Pierre Davantès (82 Psalmen): Noten und Audiodateien im International Music Score Library Project
- Ludovicus Episcopius – Motette Summe Deus nisi christicolas zu drei Stimmen; in: Premier Livre du recueil des fleurs produictes de la divine, Löwen
- Claude Goudimel – viertes Buch mit Psalmen zu vier und fünf Stimmen, Paris: Le Roy & Ballard
- Nikolaus Herman – Die Sonntagsevangelia über das Jahr in Gesänge verfasset für die Kinder und christlichen Hausväter
- Jacobus de Kerle – Hymni totius annii secundum ritum Sanctae Romae Ecclesiae zu vier bis fünf Stimmen, Rom 1558 und 1560
- Orlande de Lassus – Liber XV ecclesiasticarum cantionum zu fünf bis sechs Stimmen, Antwerpen: Tielman Susato
- Thomas Tallis
  - Anthem Hear the Voice and Prayer zu vier Stimmen: Noten und Audiodateien im International Music Score Library Project
  - Anthem If Ye Love Me zu vier Stimmen; in: Certaine notes set forthe in foure and three partes: Noten und Audiodateien im International Music Score Library Project
- Verschiedene Künstler – Variarum linguarum tricinia, Liber 2, Nürnberg: Johann vom Berg & Ulrich Neuber (52 Motetten): Noten und Audiodateien im International Music Score Library Project
- Jacobus Vaet – Kanon Qui operatus est Petro zu sechs Stimmen, Wien

### Weltlich
- Nicolas Du Chemin – 19 Chansons nouvelles, Livre 15, Paris: Nicolas Du Chemin: Noten und Audiodateien im International Music Score Library Project
- Georg Forster – Ein auszug guter alter und newer teutscher Liedlein, einer rechten teutschen Art, auff allerley Instrumenten zu brauchen, ausserlesen, fünfte Auflage 1560 (Erstdruck 1539 mit 130 Liedern zu vier Stimmen)
- Nicolas Gombert
  - Celluy qui est long zu drei Stimmen
  - Pleust a Dieu quil fust zu drei Stimmen
- Francesco Menta – Madrigali a 4 voci, Rom: Antonio Barrè: Noten und Audiodateien im International Music Score Library Project
- Giovan Tomaso Lambertini
  - Madrigal Se ben di sette stelle ardenti e belle zu vier Stimmen; in: Il primo libro de madregali à 4 voci, Venedig: Antonio Gardano: Noten und Audiodateien im International Music Score Library Project
  - Madrigal Vostro fui, vostro sono, e sarò vostro zu vier Stimmen; in: Il primo libro de madregali à 4 voci, Venedig: Antonio Gardano: Noten und Audiodateien im International Music Score Library Project
- Orlando di Lasso
  - viertes Buch mit Chansons zu fünf und sechs Stimmen, Löwen: Pierre Phalèse
  - erstes Buch mit Madrigalen zu vier Stimmen, Rom: Valerio Dorico
  - Tanz O Lucia miau miau zu drei Stimmen, LV 101: Noten und Audiodateien im International Music Score Library Project
- Cipriano de Rore – Madrigal Quando lieta sperai zu fünf Stimmen: Noten und Audiodateien im International Music Score Library Project
- Stephano Rossetti
  - Madrigal Lasso, ehe mal accorto zu vier Stimmen; in: Il Primo Libro de Madrigali a quattro Voci, Venedig: Antonio Gardano: Noten und Audiodateien im International Music Score Library Project
  - Madrigal Vergine santa d'ogni gratia piena zu vier Stimmen; in: Il Primo Libro de Madrigali a quattro Voci, Venedig: Antonio Gardano: Noten und Audiodateien im International Music Score Library Project
- Vincenzo Ruffo – Madrigali a 4 voci, Libro 3, Venedig: Antonio Gardano: Noten und Audiodateien im International Music Score Library Project
- Alessandro Striggio
  - Madrigali a 5 voci, Libro 1, Venedig: Antonio Gardano: Noten und Audiodateien im International Music Score Library Project; darin:
    - Madrigal Arse così per voi zu fünf Stimmen: Noten und Audiodateien im International Music Score Library Project
    - Madrigal Caro dolce ben mio chi mi vi toglie zu fünf Stimmen: Noten und Audiodateien im International Music Score Library Project
    - Madrigal Che deggio far zu fünf Stimmen: Noten und Audiodateien im International Music Score Library Project
    - Madrigal Chi brama al maggior caldo esser di giaccio zu fünf Stimmen: Noten und Audiodateien im International Music Score Library Project
    - Madrigal Donna felice e bella zu fünf Stimmen: Noten und Audiodateien im International Music Score Library Project
    - Madrigal Era il bel viso suo, quale esser suole zu fünf Stimmen: Noten und Audiodateien im International Music Score Library Project
    - Madrigal Era la mia virtù quasi smarrita zu fünf Stimmen: Noten und Audiodateien im International Music Score Library Project
    - Madrigal Felice l'alma che per voi sospira zu fünf Stimmen: Noten und Audiodateien im International Music Score Library Project
    - Madrigal Giovane illustre, sopra il Mincio nata zu fünf Stimmen: Noten und Audiodateien im International Music Score Library Project
    - Madrigal Invidioso Amor del mio bel stato zu fünf Stimmen: Noten und Audiodateien im International Music Score Library Project
    - Madrigal Madonna il vostro petto è tutto ghiaccio zu fünf Stimmen: Noten und Audiodateien im International Music Score Library Project
    - Madrigal Mentre la donna, anzi la vita mia zu fünf Stimmen: Noten und Audiodateien im International Music Score Library Project
    - Madrigal Miser' ahimè chi potrà più allegrarmi zu fünf Stimmen: Noten und Audiodateien im International Music Score Library Project
    - Madrigal Misero più d'ogni uom zu fünf Stimmen: Noten und Audiodateien im International Music Score Library Project
    - Madrigal Notte felice, aventurosa e bella zu fünf Stimmen: Noten und Audiodateien im International Music Score Library Project
    - Madrigal O de la bella Etruria invitto Duce zu fünf Stimmen: Noten und Audiodateien im International Music Score Library Project
    - Madrigal Or che lucente e chiara zu fünf Stimmen: Noten und Audiodateien im International Music Score Library Project
    - Madrigal Pensai lasso, fra quest' alpestri monti zu fünf Stimmen: Noten und Audiodateien im International Music Score Library Project
    - Madrigal Torbido il Mincio corre e piange il mondo (Striggio, Alessandro) zu fünf Stimmen: Noten und Audiodateien im International Music Score Library Project

  - Madrigali a 6 voci, Libro 1, Venedig: Girolamo Scotto: Noten und Audiodateien im International Music Score Library Project; darin:
    - Madrigal Fortuna alata il pié zu sechs Stimmen: Noten und Audiodateien im International Music Score Library Project
    - Madrigal Quasi improvisa desiata e chiara zu sechs Stimmen: Noten und Audiodateien im International Music Score Library Project
- Juan Vásquez
  - Villancico Dizen a mí que los amores zu vier Stimmen; in: Recopilación de sonetos y villancicos: Noten und Audiodateien im International Music Score Library Project
  - Villancico Si el pastorcico es nuevo zu vier Stimmen; in: Recopilación de sonetos y villancicos: Noten und Audiodateien im International Music Score Library Project

## Geboren

### Geburtsdatum gesichert
- 05. Januar: William Cobbold, englischer Organist, Sänger und Komponist († 1639)[1]
- 29. Januar: Scipione Dentice, italienischer Kirchenmusiker und Komponist († 1633)
- 20. Mai (getauft): Michele Dorati, italienischer Musiker († 1620)[1]
- 05. August: Peter Philips, englischstämmiger Komponist, Organist, Cembalist und katholischer Priester († 1628)
- 10. August: Hieronymus Praetorius, deutscher Organist und Komponist († 1629)
- 26. August: Jehan Henry, französischer Instrumentalist und Komponist († 1635)[1]

### Genaues Geburtsdatum unbekannt
- Felice Anerio, italienischer Komponist († 1614)
- William Brade, englischer Komponist, Violinist und Gambenvirtuose († 1630)
- Antonio Comi, italienischer Komponist († 1629)[1]
- Ferdinando di Lasso, deutscher Komponist († 1609)
- Leone Leoni, italienischer Komponist († 1627)[1]
- Jean Mazuel der Ältere, französischer Instrumentalmusiker († um 1618)

### Geboren vor 1560
- John Baldwin, englischer Tenor und Komponist († 1615)
- Teodoro Clinio, italienischer Kapellmeister und Komponist († 1602)[1]
- Gregorio Zucchini, italienischer Benediktinermönch und Komponist († nach 1616)

### Geboren um 1560
- Bartholomäus Agricola, deutscher Minorit und Komponist († 1621)
- Vittoria Archilei, italienische Sängerin (Sopran) und Lautenistin († um 1645)
- Giulio Belli, italienischer Komponist († nach 1621)[1]
- Valerio Bona, italienischer Komponist († um 1620)
- Cesare Borgo, italienischer Komponist und Organist († 1623)[1]
- Archangelo Borsaro, italienischer Komponist († nach 1616)[1]
- Christian Busse, deutscher Organist, Orgelbauer und Schulmeister († 1609)
- Charles Butler, englischer Geistlicher und Musikerliebhaber († 1647)[1]
- Crépin Carlier, flämischer Orgelbauer († zwischen 1636 und 1640)[1]
- Giovanni Luca Conforti, italienischer Komponist, Musiktheoretiker und Sänger († 1608)
- Bernardo Corsi, italienischer Komponist († nach 1619)[1]
- Petrus de Drusina, Danziger Komponist († 1611)
- Gotthart Erythräus, deutscher Komponist († 1617)[1]
- Juan Esquivel Barahona, spanischer Komponist und Kirchenmusiker († nach 1623)
- Stefano Fabri, italienischer Komponist († 1609)
- Georg Furter, deutscher Sänger, Komponist und Kopist († 1612)[1]
- Georg Hasz, deutscher Kaufmann und Komponist († vor 1623)[1]
- Valentin Haussmann, deutscher Komponist († um 1614)
- Antonio Il Verso, italienischer Komponist († um 1621)[1]
- Camillo Lambardi, italienischer Komponist und Organist († 1634)[1]
- Sir William Leighton, englischer Komponist, Herausgeber und Dichter († 1622)[1]
- Francesco Martini, franko-flämischer Komponist und Instrumentalist († 1626)[1]
- Thomas Mudd, englischer Komponist und Kleriker († nach 1619)[1]
- Giovanni Bernardino Nanino, italienischer Kapellmeister und Komponist († 1623)
- Alexius Neander, deutscher Komponist († 1605)[1]
- August Nörmiger, deutscher Organist († 1613)
- Andreas Ostermaier, deutscher Sänger, Instrumentist, Kopist und Komponist († 1621)[1]
- Annibale Perini, italienischer Komponist und Hoforganist († 1596)[1]
- Pietro Paolo Quartiero, italienischer Komponist († nach 1601)[1]
- Thomas Robinson, englischer Komponist und Musiklehrer († um 1610)
- Philippe Rogier, franko-flämischer Komponist, Sänger und Kapellmeister († 1596)
- Paulus Spongopaeus Gistebnicenus, böhmischer Komponist († 1619)[1]
- Johann Steffens, deutscher Komponist und Organist der norddeutschen Orgelschule († 1616)
- Flaminio Tresti, italienischer Komponist und Organist († nach 1613)[1]
- Gregorio Turini, italienischer Sänger, Zinkenist und Komponist († 1600 oder 1601)[1]
- Lodovico Grossi da Viadana, italienischer Komponist und Mitglied des Franziskaner-Observanten-Ordens († 1627)
- Michiel Vredeman, franko-flämischer Musiker, Komponist und Instrumentenbauer († 1629)[1]
- Friedrich Weißensee, deutscher Komponist und protestantischer Pfarrer († 1622)

### Geboren nach 1560
- Diomedes Cato, italienischer Komponist und Lautenist († nach 1618)

## Gestorben

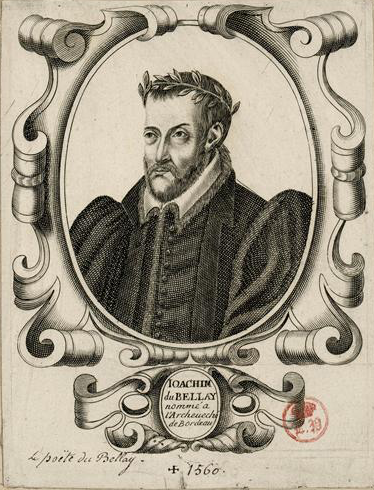
Joachim du Bellay; † 1. Januar

### Todesdatum gesichert
- 01. Januar: Joachim du Bellay, französischer Schriftsteller und Liedtexter (* um 1522)
- 16. März: Magno Tieffenbrucker, deutscher Instrumentenbauer (* um 1500)[2]

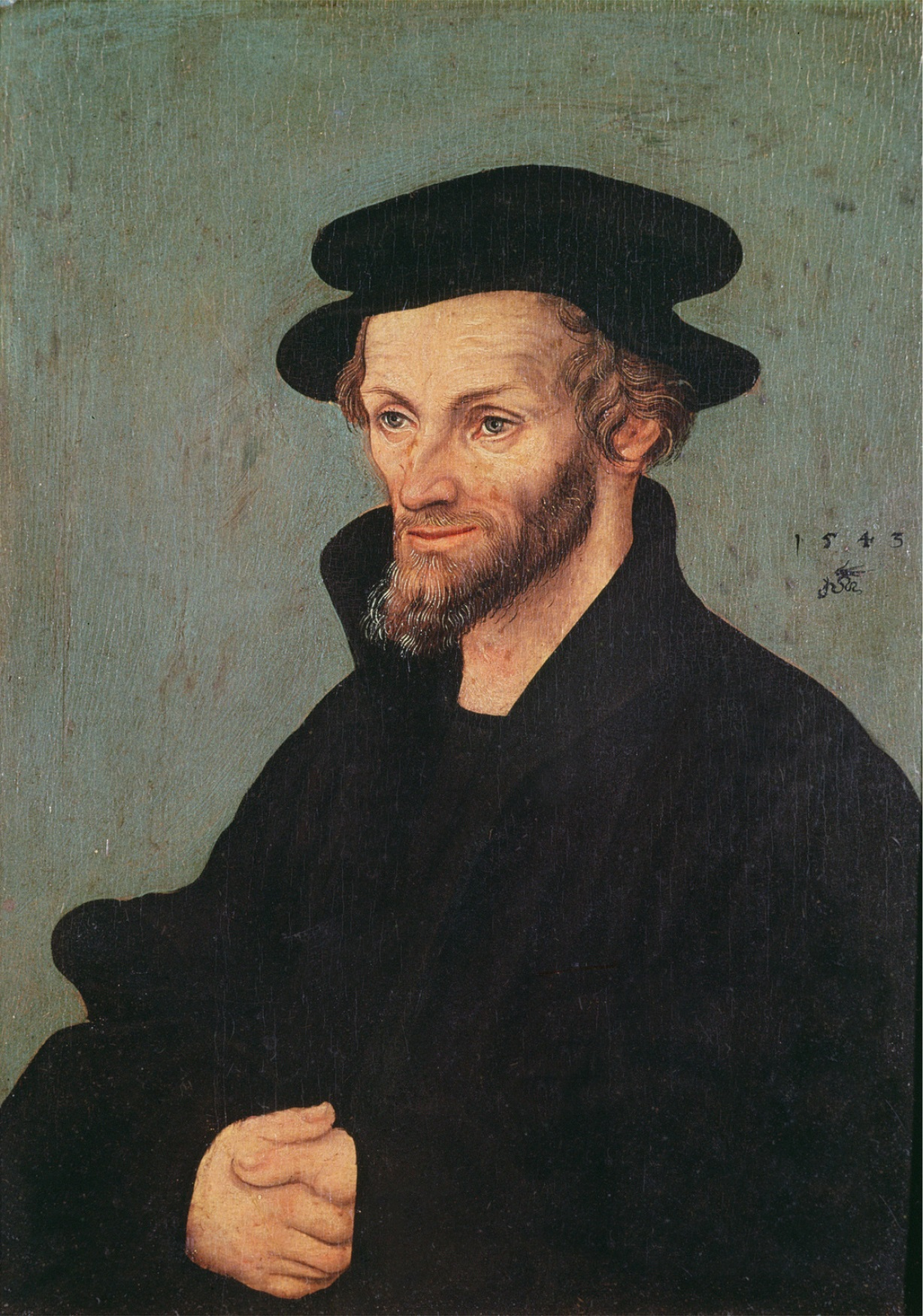
Philipp Melanchthon; † 19. April

- 19. April: Philipp Melanchthon, deutscher Philologe, Philosoph, Humanist, Theologe, Lehrbuchautor und neulateinischer Dichter und Liedtexter (* 1497)

### Genaues Todesdatum unbekannt
- Aman Isa Khan: uigurische Muqam-Meisterin, Dichterin und Musikerin (* 1526)
- Hendrik Niehoff, franko-flämischer Orgelbauer (* um 1495)

### Gestorben um 1560
- Gasparo Alberti, italienischer Komponist (* um 1489)
- Jean Caulery, französischer Komponist (* um 1510)
- Nicolas Gombert, franco-flämischer Komponist (* um 1495)
- Robert Johnson, englischer Komponist (* um 1500)[2]
- Pierre Santerre, französischer Organist und Komponist (* unbekannt)[2]

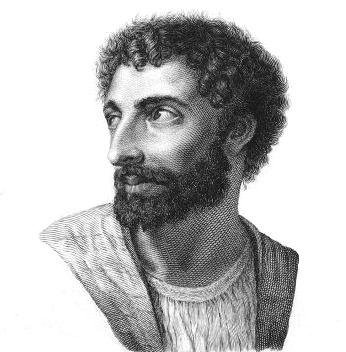
Wacław of Szamotuły

- Wacław z Szamotuł, polnischer Komponist (* um 1520)

### Gestorben nach 1560
- Jacques Moderne, französischer Musikverleger und Drucker italienischer Herkunft (* um 1500)
- Juan Vásquez, spanischer Renaissance-Komponist, Kantor, Kapellmeister und römisch-katholischer Priester (* um 1500)